# 宇佐美真紀
宇佐美 真紀（うさみ まき、1月13日 - ）は、日本の漫画家。女性。大阪府出身。血液型はB型。
1998年、「Great Song」で第42回小学館新人コミック大賞少女・女性部門佳作を受賞。同作品が『デラックス別冊少女コミック』（小学館）に掲載されデビュー。主に『ベツコミ』（同）で活躍。女子中・高校生を主人公に、好きな相手に想いを寄せる恋愛を描いた作品が多い。代表作は『ココロ・ボタン』。

## 作品リスト
- SWEET -トロけちゃう恋物語- （他漫画家とのオムニバス集、「恋するまつげ」収録）
- SWEET II -壊れるほど抱きしめて- （他漫画家とのオムニバス集、「恋に理由なんてッ！」収録）
- カノン（小学館、短編集、2003年）
  - カノン（小学館、『Betsucomi』2002年6月号）
  - ハッピーレイン（小学館、『デラックスBetsucomi』2002年6月5日号）
  - BANG!!（小学館、『別冊少女コミック』2001年7月号）
  - サンタがくるよ。（小学館、『別冊少女コミック』2000年12月号）
- キャラメルミルクティー（小学館、短編集、2003年）
  - キャラメルミルクティー（小学館、『Betsucomi』2002年10月号）
  - ふたりの時間（小学館、『Betsucomi』2002年11月号）
  - キラキラノキモチ（小学館、『Betsucomi』2002年12月号）
  - No.1ガール（小学館、『別冊少女コミック』2001年9月号）
- サクラリズム（小学館、2003年）
  - サクラリズム（小学館、『Betsucomi』2003年3月号 - 5月号、初連載）
  - ひとつだけ。（小学館、『別冊少女コミック』2002年3月号）
- オレンジ・キス（小学館、短編集、2003年）
  - オレンジ・キス（小学館、『Betsucomi』2003年7月号）
  - シアワセノコトバ（小学館、『Betsucomi』2003年9月号、「No.1ガール」より前の物語）
  - 最終電車 夜空を走る（小学館、『Betsucomi』2003年10月号）
- りんごほっぺの恋（小学館、短編集、2004年）
  - りんごほっぺの恋（小学館、『Betsucomi』2004年2月号）
  - ひなたぼっこの部屋（小学館、『Betsucomi』2004年4月号）
  - 24個のクリスマス（小学館、『Betsucomi』2003年12月号）
- 世界はハッピーでできてる（小学館、2004年 - 2005年、全2巻）
  - 世界はハッピーでできてる（小学館、『デラックスBetsucomi』2004年2月5日号 - 2005年6月5日号）
- 幸せいくらで買えますか？（小学館、2005年、全2巻）
- ヘタレ女神（小学館、短編集、2006年）
  - ヘタレ女神（ヴィーナス）（小学館、『Betsucomi』2005年11月号ふろく）
  - 1 day、1 kiss（小学館、『Betsucomi』2004年12月号）
  - 月にとどく塔（小学館、『Betsucomi』2004年8月号）
  - 闇へ運ぶエレベーター（小学館、『Betsucomi』2004年9月号別冊ふろく）
- 春行きバス（小学館、『Betsucomi』2006年1月号 - 2007年5月号、オムニバス作品、全4巻）
- 恋*音（小学館、2007年 - 2009年、全5巻）
- ココロ・ボタン（小学館、2009年 - 2014年、全12巻）
  - ココロ・ボタン（小学館、『ベツコミ』2009年6月号 - 2013年12月号）
  - 番外編 古閑くんのココロの中（小学館、『ベツコミ』2010年3月号別冊ふろく）
  - メリクリ番外編（小学館、『ベツコミ』2009年12月号別冊ふろく）
  - 番外編 第1話（小学館、『ベツコミ』2014年2月号）
  - 番外編 第2話（小学館、『ベツコミ』2014年3月号）
  - 番外編 最終話（小学館、『ベツコミ』2014年4月号）
- 夕暮れライト（小学館、『ベツコミ』2014年8月号[1] - 2016年6月号[2]、全5巻）
- スパイスとカスタード[3]（2016年 - 2021年、全10巻）
  1. 2017年2月24日発売[4][5]、『ベツコミ』2016年10月号[6] - 2017年2月号、ISBN 978-4-09-139120-9
  2. 2017年12月26日発売[7]、『ベツコミ』2017年4月号 - 5月号、9月号 - 11月号、ISBN 978-4-09-139728-7
  3. 2018年3月26日発売[8]、『ベツコミ』2017年12月号 - 2018年4月号、ISBN 978-4-09-870048-6
  4. 2018年10月26日発売[9]、『ベツコミ』2018年5月号、7月号 - 10月号、ISBN 978-4-09-870229-9（「ココロ・ボタン」番外編小冊子付き限定版同日発売[10]：ISBN 978-4-09-943030-6）
    - ココロ･ボタン[11]（『ベツコミ』2018年6月号、小冊子付き限定版のみ収録。『ベツフラ』2021年6号[12]）

  5. 2019年4月26日発売[13]、『ベツコミ』2018年11月号 - 2019年3月号、ISBN 978-4-09-870439-2
  6. 2019年8月26日発売[14]、『ベツコミ』2019年4月号 - 6月号、8月号、ISBN 978-4-09-870525-2
    - ときめき死に 番外編（『ベツコミ』2017年4月号別冊ふろく「ときめきすぎて死ねる」）
    - きらめき初恋☆中学生 番外編（『ベツコミ』2018年3月号別冊ふろく「あまあま、ぬくぬく。〜冬の恋〜」）

  7. 2019年12月26日発売[15]、『ベツコミ』2019年9月号 - 12月号、ISBN 978-4-09-870639-6
    - 番外編 〜恋の催眠術♥〜（『ベツコミ』2019年9月号）

  8. 2020年5月26日発売[16]、『ベツコミ』2020年1月号 - 4月号、ISBN 978-4-09-870871-0
    - りっちゃん番外編（『ベツコミ』2018年12月号）

  9. 2020年11月26日発売[17]、『ベツコミ』2020年5月号、9月号 - 11月号、ISBN 978-4-09-871153-6
    - 新婚さんいらっさーい！ 番外編（『ベツコミ』2020年7月号）
    - 好きにならずにいられない!!〜王子様はイケメン女子〜[18][19]（『ベツフラ』2020年9号）

  10. 2021年4月26日発売[20]、『ベツコミ』2020年12月号 - 2021年2月号[21]、ISBN 978-4-09-871300-4
    - スパイスとカスタード 特別編（『ベツコミ』2021年3月号）
    - 好きにならずにいられない!!〜王子様はイケメン女子〜第2話（『ベツフラ』2021年6号）
- 御曹司の並ぶ店[22]（『ベツコミ』2020年7月号[23]、2021年7月号[24] - 2024年5月号[25]、全7巻）
  1. 2021年11月26日発売[26][27]、『ベツコミ』2021年7月号[24] - 10月号、ISBN 978-4-09-871476-6
  2. 2022年4月26日発売[28]、『ベツコミ』2021年12月号 - 2022年3月号、ISBN 978-4-09-871661-6
    - 御曹司の並ぶ店 番外編（『ベツコミ』2021年4月号）

  3. 2022年9月26日発売[29]、『ベツコミ』2022年5月号 - 8月号、ISBN 978-4-09-871705-7
    - 御曹司の並ぶ店 番外編（『ベツコミ』2022年9月号）

  4. 2023年2月24日発売[30]、『ベツコミ』2022年10月号 - 2023年1月号、ISBN 978-4-09-871869-6
    - 御曹司の並ぶ店 番外編（『ベツコミ』2023年2月号）

  5. 2024年7月26日発売[31]、ISBN 978-4-09-872217-4
  6. 2024年1月26日発売[32]、ISBN 978-4-09-872488-8
  7. 2024年6月26日発売[33]、ISBN 978-4-09-872582-3

### 単行本未収録作品
- 片想いの角度[34][35][36]（『ベツコミ』2016年9月号、『ベツフラ』2020年9号[37]）
- シェアハピ（『ベツコミ』2025年5月号（プロローグ）[38]、2025年7月号[39] - ）